# 皆川睦雄
皆川睦雄（1935年7月3日 - 2005年2月6日）為日本的棒球選手，出生於山形県米沢市。他曾效力於日本職棒福岡軟體銀行鷹等，守備位置為投手，1971年退休，生涯通算221勝。